# Anna (Estonia)
Anna – wieś w Estonii w prowincji Järvamaa w gminie Paide. W 2011 roku zamieszkana przez 70 osób.
We wsi znajduje się wybudowany w latach 1776–1780 kościół (est. Anna kirik).
Przez Anna przebiega estońska droga krajowa nr 2.